# Brumes (film, 2003)
 (juillet 2023).
 (octobre 2019).
Si vous disposez d'ouvrages ou d'articles de référence ou si vous connaissez des sites web de qualité traitant du thème abordé ici, merci de compléter l'article en donnant les références utiles à sa vérifiabilité et en les liant à la section « Notes et références ».
Pour les articles homonymes, voir Brumes.
Pour plus de détails, voir Fiche technique et Distribution.
Brumes (Brumas) est un long métrage portugais réalisé par Ricardo Costa, sorti en 2003.
Dans ce film autobiographique, tourné sans soutiens de l’Etat, on retrouve la simplicité formelle associée à une narration non conventionnelle du temps et de la condition humaine, typiques aux films de Costa. Pour le réalisateur, la narration implique obligatoirement la mise en scène et c’est pourquoi le documentaire (la vie réelle) devient fiction. Cette tendance est entièrement assumée dans Brumas, le troisième docufiction de Ricardo Costa, après Mau Tempo, Marés e Mudança (Mauvais temps) (1976) et O Pão e o Vinho (Le Pain et le Vin) (1981).
Le film sort à la 60e Mostra de Venise en 2003. Il est distribué en salle au Portugal le 16 novembre 2006 et à New York au cinéma QUAD le 23 mars 2011. C’est le premier film de la trilogie autobiographique de docufiction. Son premier volet est Longes (Lointains), suivi par Dérives (Derivas), portrait de Lisbonne sous la forme d'une comédie, sorti en automne 2016 au Portugal. Le dernier volet de cette trilogie a pour titre Arribas. Il s’agit d’un retour du héros dans sa ville natale, où il fait des découvertes étonnantes et rencontre des personnages troublants.

## Synopsis

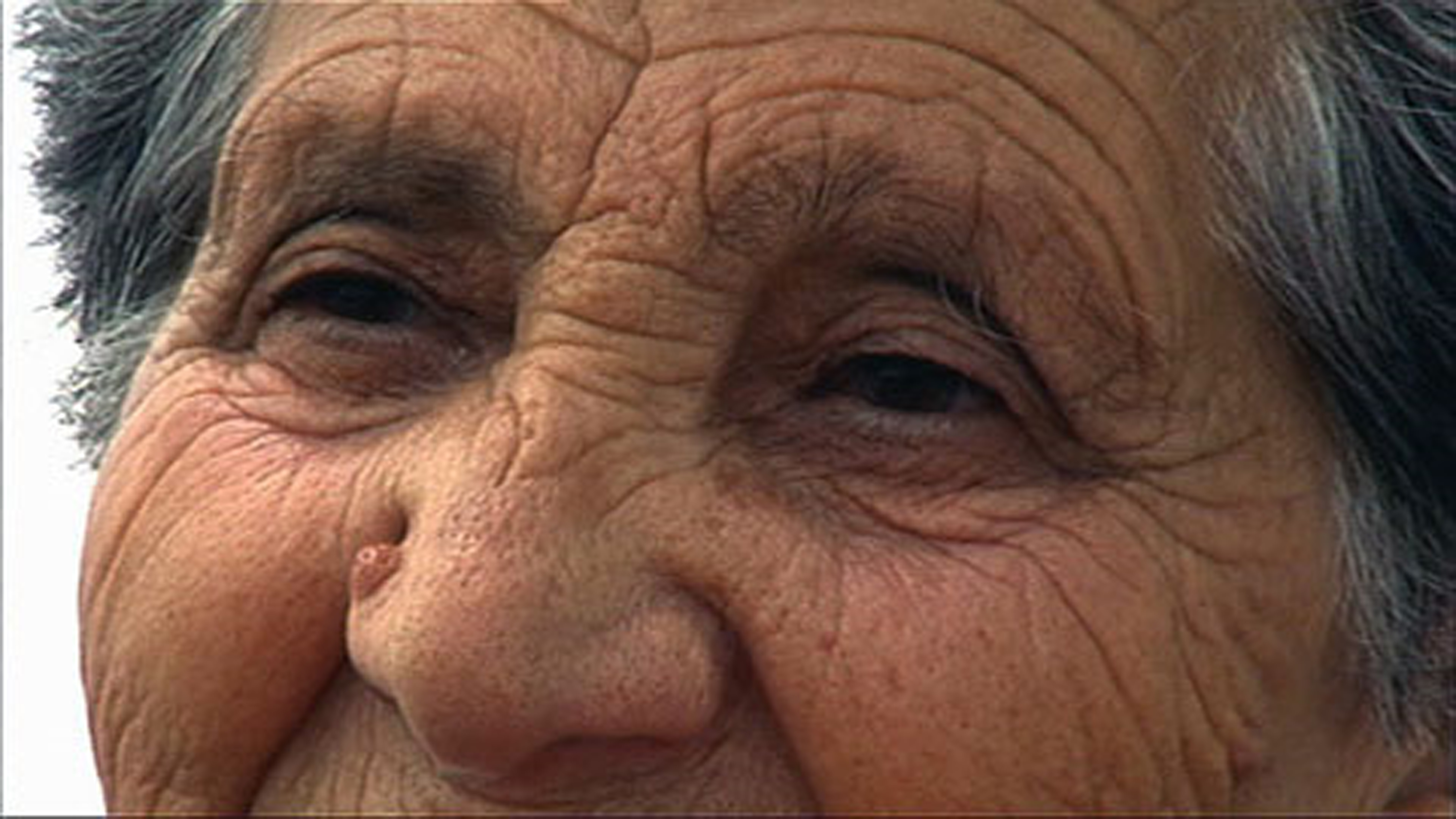
Maria José à l'âge de 86 ans

Dans ce récit, le héros retrouve Maria José après cinquante ans, alors qu'elle était autrefois une jeune servante chez ses parents et lui racontait des histoires imaginaires dans son enfance. Maria José a vieilli et vit désormais à Peniche, un petit village de pêcheurs située près de la Forteresse, dans un quartier appelé "Les fenêtres de la mer". Elle raconte toujours des histoires, évoquant les gestes ancestraux liés à la vie et à l'enfance.
Le récit alterne entre les réminiscences du passé et le présent, explorant les interactions entre Maria José et les enfants du quartier, qui abordent des sujets contemporains comme les événements du 11 septembre. Ils utilisent des objets de la vie quotidienne, tels que des couteaux, des scies et des filets à sardines, pour illustrer leurs récits. Au milieu de tout cela, l'océan Atlantique agité et le passage du temps ajoutent une dimension poétique à l'histoire.

## Fiche technique

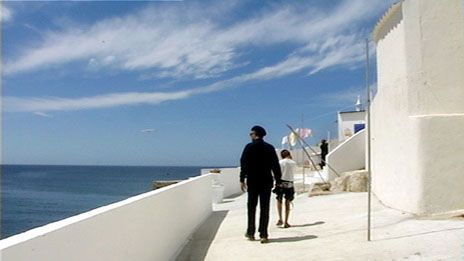
Le héros et Rudolfo arrivent au Quartier des Fenêtres de la Mer

- Réalisateur : Ricardo Costa (réalisation, image, son, montage)
- Montage : João Brandão
- Montage son : Ricardo Sequeira
- Mixage son : Jean-Paul Loublier
- Musique : Manu Chao et  Nuno Rebelo au cours de danse du Museu Municipal de Peniche sous la direction de Marta Lapa
- Pays d'origine :  Portugal
- Dates de sortie :
  - Italie : 2003 (60e Mostra de Venise)
  - Portugal : 16 novembre 2006
  - États-Unis : 23 mars 2011
- Séances spéciales :
  - Avant-première à la Cinémathèque portugaise, octobre 2006[2]
  - Séance spéciale à l'Université d'Évora, 3 août 2017[3]

## Distribution

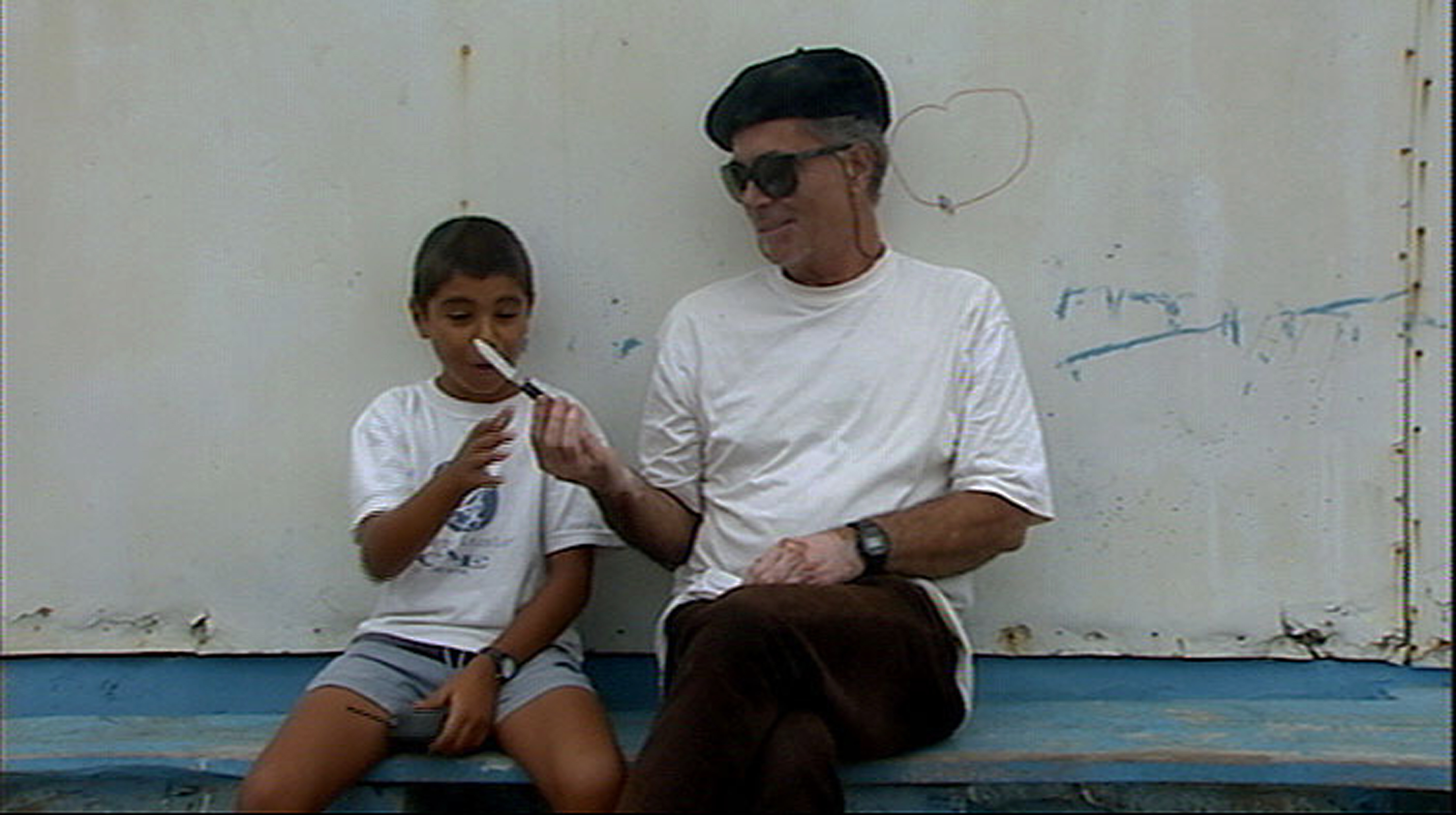
Le héros offre un canif à Rudolfo

- Ricardo : le héros (le protagoniste)
- Maria José : la grand-mère
- Rudolfo : son petit-fils
- David : son petit petit-fils
- Beta : sa fille
- Isabel : sa fille
- Henrique : son fils
- Paulo : son fils
- Maria Velha : son amie
- Maria Joaquina : son amie
- Maria Bernardina : son amie
- Dias Lourenço : l’ancien prisonnier
- Isaura : l'amie du protagoniste
- Luis C. Peixoto : l’ancien photographe
- Silvina Nascimento : la malabariste
- Lígia Pereira : l'ingénieur du son
- Les habitants et les gosses du Bairro das Janelas do Mar
- Escola nº 1 de Peniche
- Associação Juvenil de Peniche

## Production

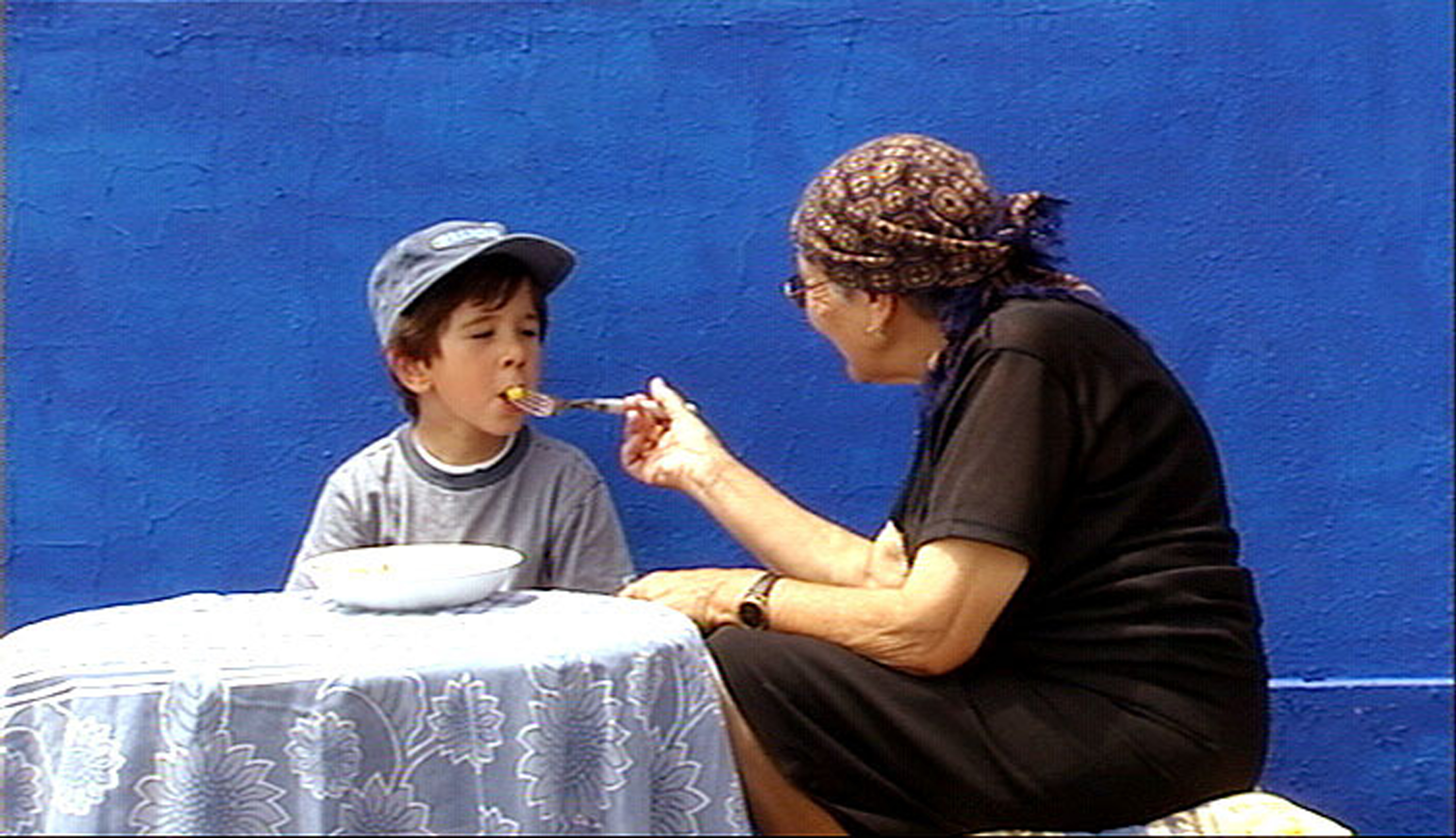
Maria José donne à manger à son petit petit-fils David

Ce film est tourné en août et septembre 2001 dans le quartier Bairro das Janelas do Mar (Peniche, Portugal) et le montage est terminé en août 2003.

### Textes connexes
- Forteresse de Peniche
- (en) Lisbon Debates the Fate of an Empty Building With a Dark Past - article sur le New York Times

### Revues de presse
- (pt + en) Movie Reviews - revues de presse : extraits et liens
- (en) Revues de presse sur Rotten Tomatoes